# Antica Dolceria Bonajuto
Antica Dolceria Bonajuto — шоколадная фабрика на Сицилии и одна из старейших в Италии. Основана в городе Модика в 1880 году. Производит шоколад старинным методом холодной обработки какао, представляющим собой секрет фирмы.
Выпускает более ста наименований различной продукции: несколько видов шоколада, желе и варенья, пралине и нугу нескольких видов, марципановые оливки, цукаты, фирменные торты и печенье, какао, шоколадный ликёр и многое другое.

## История

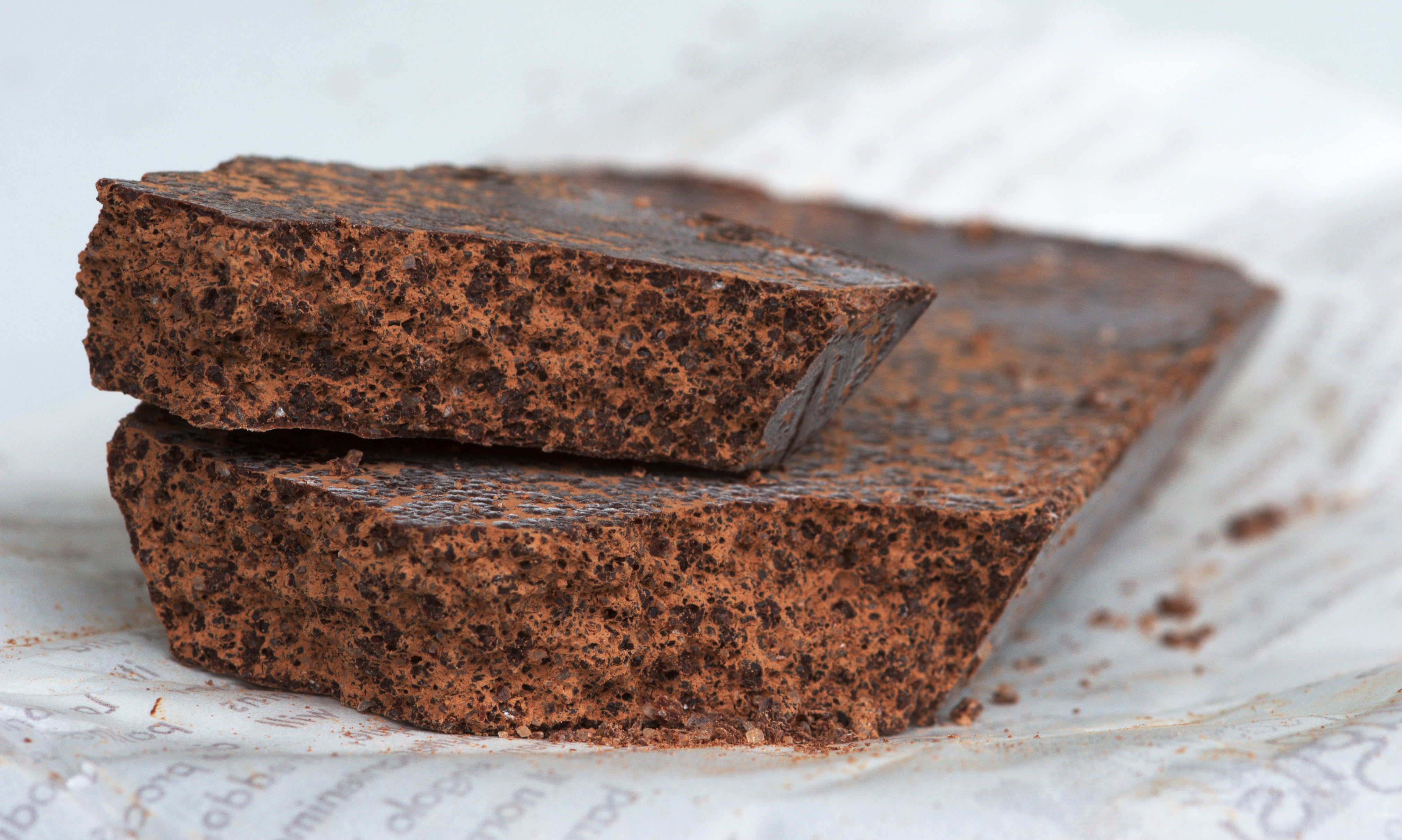
Чокколато ди Модика

Семейный бизнес и кофейня в Модике (итал. Dolceria Bonajuto) до сих пор является своего рода центром и местом встречи в старом квартале на склоне холма, где жители города обсуждают текущие события и семейные истории.

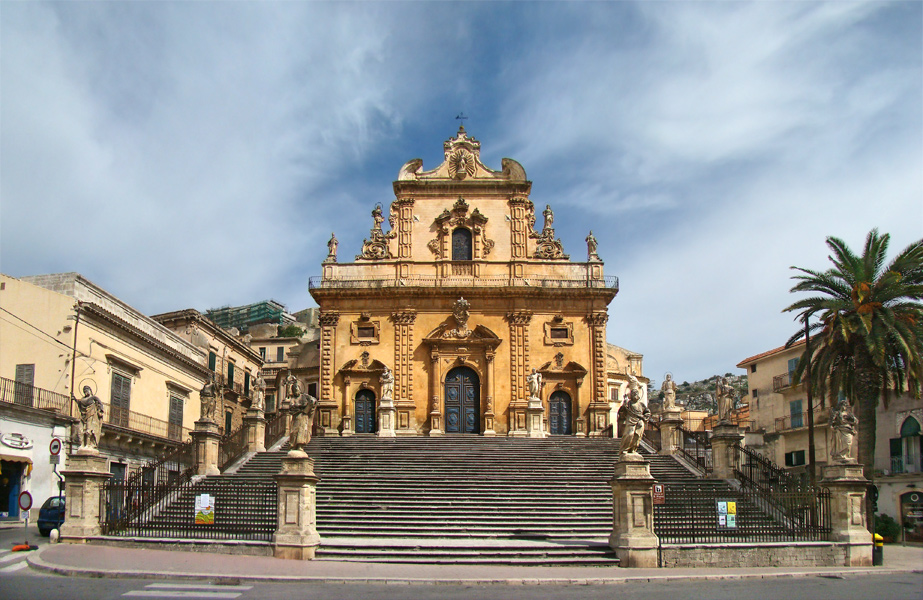
Дуомо Сан-Пьетро перед Антикой Дольчерия.

История фабрики началась с женитьбы нотариуса Винченцо Бонайуто, который занимал различные административные должности, пока не стал прокурором в суде округа Палермо. В 1820 году его сын Франческо Игнацио вложил наследство в сеть предприятий: магазин, швейный цех и кафе. Помимо этого, ему досталось и производство шоколада «fattojo del ciccolatte», что позволило контролировать всю производственную цепочку: от какао-бобов до готового продукта.
В 1854 году фабрику наследовал его сын Федерико, который постепенно отказался от других инвестиций и сосредоточился на производстве шоколада и мороженого. Его продолжил новый наследник — Франческо Бонайуто, который изменил имидж компании и заложил прочную основу того, что сегодня представляет собой Antica Dolceria Bonajuto. В 1880 году его сын открыл кондитерскую «F. Бонайуто» в Модике и превратил старые магазины в элегантную кофейню (итал. Caffè Roma), которая вскоре стала центром городской жизни. Бизнесмен расширил продуктовую линейку, усовершенствовал производство и провёл рекламную кампанию. Продукция фабрики получила золотую медаль на Международной выставке сельскохозяйственной промышленности в Риме в 1911 году. Пережив Вторую мировую войну, фабрика не только восстановила производство, но и наладила выпуск шоколада по старинному рецепту холодной обработки. Исторические, гастрономические и научные исследования вызвали растущий интерес к «чёрному шоколаду Модики» (англ. dark chocolate of Modica, итал. Dark Modica Chocolateс) с особой зернистой текстурой и ароматным вкусом. Он получил известность и признательность гурманов со всего мира.
Несмотря на важность инноваций, новые исследования и технологии, производство, как и прежде, основано на старинном методе холодной обработки какао. Шоколад стал известен не только по всей Италии, но и за рубежом, а годовой объём производства с 300 кг в начале 1970-х годов вырос в общей сложности почти до 20 тонн. Рецепт шоколада, как утверждают на фабрике, восходящий к ацтекам, тщательно охраняется.
На протяжении многих лет в кофейне побывало много выдающихся людей. Среди них писатель, журналист и искусствовед Леонардо Шаша, заявивший, что «шоколад Модики не имеет себе равных по вкусу, его дегустация подобна постижению архетипа, абсолюта, а шоколад, произведенный в другом месте, даже самый знаменитый, — это фальсификация, искажение оригинала». В ней побывали его друг и коллега Джезуальдо Буфалино, американский журналист Раймонд Уолтер Эппл-младший из New York Times и другие и Фредерика Рэндалл из Wall Street Journal. Итальянский писатель, журналист и историк Пойдомани Карлос Рафаэль (13 сентября 1912 — 14 марта 1979), также родившийся и живший в Модике, посвятил одно из своих произведений фабрике и кондитерской, рассказав о них в повести «Деревянный бисквит» (итал. Il biscotto di legno, Modica, Bonajuto).

## Награды
Шоколад Франческо Бонайуто получил золотую медаль на Международной выставке, проходившей в Риме (1911) и затем был отмечен на универсальной выставке во Флоренции, которая была организована совместно с другими национальными выставками.